# 新北海鋼業
新北海鋼業株式会社（しんほっかいこうぎょう、英文社名 SHIN-HOKKAI STEEL CO., LTD.）は、かつて存在した鉄鋼メーカー（電気炉メーカー）。北海道小樽市を拠点としていた。大阪製鐵および新日鐵住金グループ。

## 概要
電気炉を持ち、鉄スクラップを原料に製鋼を行い鉄鋼製品を生産する、「電気炉メーカー」と呼ばれる鉄鋼メーカーの一つであった。主に、鉄筋コンクリート用の丸鋼と異形棒鋼を生産していた。小樽市銭函に、本社と製造拠点の本社工場を置いていた。
親会社は大阪製鐵と新日鐵住金であるが、大阪製鐵も新日鐵住金の子会社にあたる。

## 沿革
- 1936年（昭和11年）4月 - 前身の北海鋼業株式会社設立。
- 1961年（昭和36年）7月 - 新日鉄の前身富士製鐵が資本参加。
- 1962年（昭和37年）7月 - 電気炉を新設。
- 1965年（昭和40年）1月 - 日綿實業（後のニチメン、現・双日）が資本参加、同社の系列企業に。
- 1999年（平成11年）4月 - 北海鋼業の営業権を引き継ぎ、新北海鋼業株式会社設立。
- 2014年（平成26年）
  - 2月19日 - 3月末を目途として事業活動を停止し、営業権を清水鋼鐵へ一部譲渡することを取締役会で決議。新規の受注も同日をもって停止[1]。
  - 3月31日 - 親会社の大阪製鐵取締役会が当社の解散を決議[2]。
- 2016年（平成28年）2月26日 - 清算結了[3]。